# Geranoaetus albicaudatus
La poiana codabianca americana o poiana graduata (Geranoaetus albicaudatus Vieillot, 1816) è un uccello della famiglia degli Accipitridi.

## Distribuzione e habitat
Questo uccello è diffuso nelle regioni aperte di tutta l'America Centrale e Meridionale (Ecuador e Cile esclusi). Negli Stati Uniti si trova solamente in Texas, ma qualche volta è stato visto anche in Arizona e Louisiana.

## Sistematica
Sono state descritte quattro sottospecie:
- B. albicaudatus albicaudatus
- B. albicaudatus colonus
- B. albicaudatus hypospodius
- B. albicaudatus sennetti